# 4月23日
4月23日（しがつにじゅうさんにち）は、グレゴリオ暦で年始から113日目（閏年では114日目）にあたり、年末まではあと252日ある。

## できごと

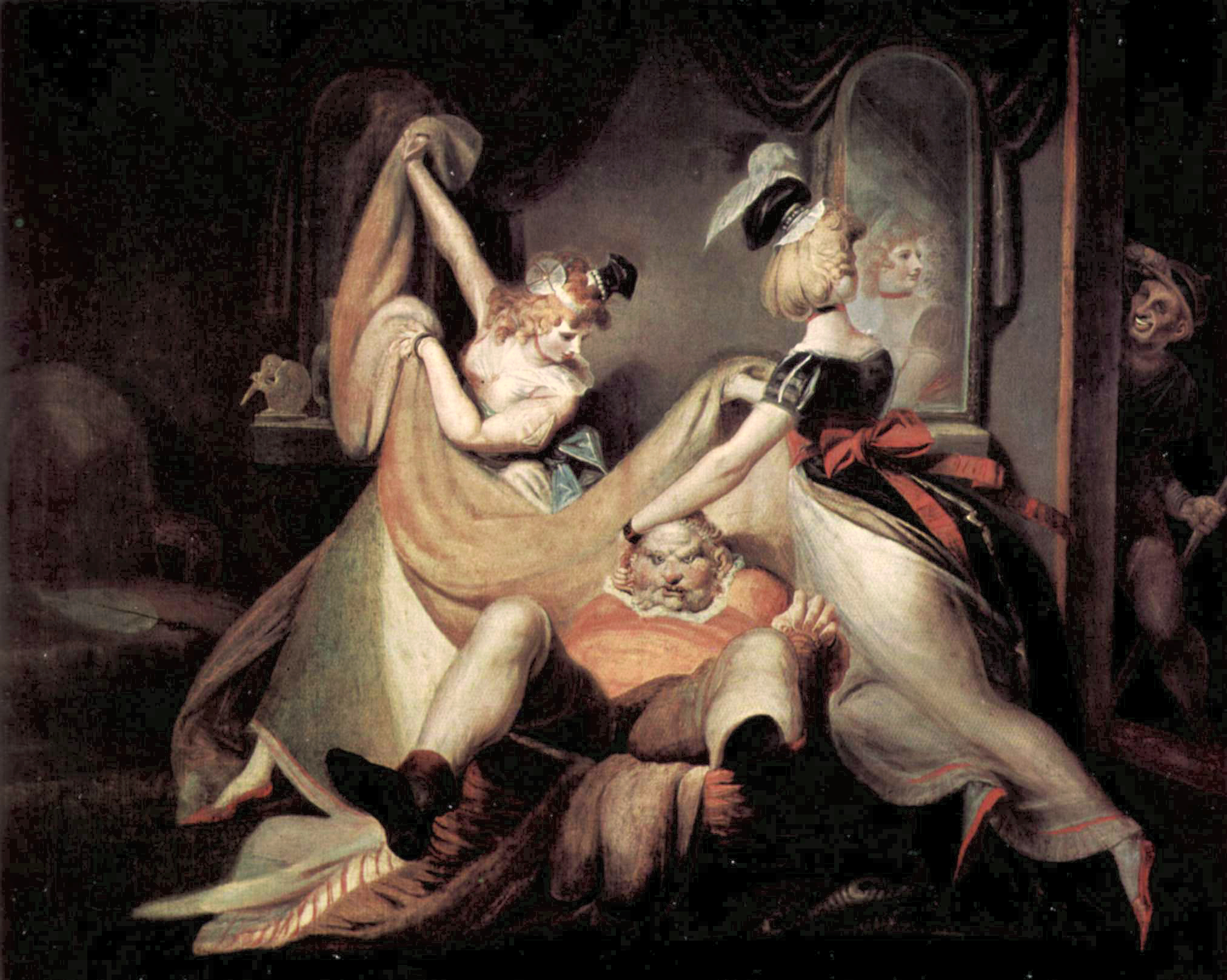
ウィリアム・シェイクスピア『ウィンザーの陽気な女房たち』初演（1597年）。画像はヨハン・ハインリヒ・フュースリー画『洗濯籠のフォルスタッフ』（1792年）。

- 871年 - ウェセックス王（英語版）エゼルウルフの息子アルフレッドが西サクソン人の王（英語版）に就任。のちのアルフレッド大王である。
- 1348年 - イングランド王エドワード3世が、アーサー王と円卓の騎士の精神に触発され、ガーター騎士団を設立。騎士団の守護聖人は聖ジョージで、欠員時の任命は聖ジョージの日（4月23日）に発表される[1]。
- 1516年 - バイエルン公ヴィルヘルム4世がビール純粋令を制定[2]。
- 1597年 - ウィリアム・シェイクスピア『ウィンザーの陽気な女房たち』初演。エリザベス1世が観劇した。
- 1702年 - イングランド。スコットランド女王のアンの戴冠式が催行される。
- 1847年（弘化4年3月9日） - 京都御所建春門前に公家の学問所・学習院が開設され、講義を開始。
- 1869年（明治2年3月12日） - 明治天皇が歴代天皇で初めて伊勢神宮に参拝。
- 1871年（明治4年3月4日） -　慶應義塾（現在の慶應義塾大学）が、校舎を新銭座（現・港区浜松町)から三田に移転[3]。
- 1889年 - ウィリアム・グラッドストンがイギリスの第43代首相に就任。
- 1889年 - スウェーデン社会民主労働党発足。
- 1895年 - 三国干渉: ロシア・ドイツ・フランスが下関条約で日本領有となった遼東半島の清への返還を勧告。日本は5月4日この勧告の受諾を決定[4]。
- 1904年 - パナマ運河建設中に破産したパナマ運河会社をアメリカ合衆国が4,000万ドルで買収。
- 1905年 - フランスで社会党が結成される。
- 1920年 - オスマン帝国（トルコ）のアンカラでムスタファ・ケマルを議長とする大国民議会が開催。
- 1935年 - 宮城県米谷町で火災。郵便局や派出所を含む100余戸が全半焼[5]。
- 1941年 - 第二次世界大戦: ドイツ国防軍のアテネ侵攻に伴い、ギリシャ政府と国王ゲオルギオス2世が亡命。
- 1942年 - 横浜市中区常盤町1丁目YMCAの一部を仮校舎として横浜中学校開校式を挙行。
- 1945年 - 玉栄丸爆発事故が発生。
- 1949年 - GHQが日本円とアメリカドルとの交換レートを1ドル=360円に決定。
- 1949年 - 中国人民解放軍海軍発足[6]。
- 1951年 - 第2回統一地方選挙実施。
- 1956年 - 福井県芦原温泉で大火、温泉街の旅館20軒を含む441戸を全焼。さらに約500m離れた地区へ飛び火して60戸が全焼[7]。
- 1962年 - 大規模な海運ストライキが発生。海員組合が週48時間労働を要求したもので49港で822隻が停船。同年5月10日に妥結[8]。
- 1967年 - ソビエト連邦の有人宇宙船「ソユーズ1号」が打ち上げ。打上げ直後に機体に異常が発生し、翌日大気圏再突入が行われるが、パラシュートが開かず地面に激突。搭乗者のウラジーミル・コマロフが亡くなった[9]。
- 1969年 - 高校生首切り殺人事件。
- 1976年 - 東ベルリンの共和国宮殿が竣工。
- 1990年 - ナミビアが国際連合に加盟。
- 1991年 - 救急救命士法が公布される。
- 1993年 - 天皇明仁が歴代天皇で初めて沖縄を訪問。
- 1994年 - 井の頭公園バラバラ殺人事件。
- 1995年 - 村井秀夫刺殺事件。翌24日未明に死亡。
- 2005年 - YouTubeに初の投稿動画である「Me at the zoo」が公開される。
- 2006年 - 終戦後もウクライナで生活していた元日本軍兵士上野石之助が63年ぶりに一時帰国。
- 2009年 - 地球で10秒間のガンマ線バーストを観測。
- 2012年 - 亀岡暴走事故が発生[10]。
- 2015年 - アルメニア人虐殺から100年を迎えることに伴い、アルメニア使徒教会がジェノサイド犠牲者約150万人を殉教者として列聖[11]。
- 2022年 - 北海道の知床半島沖で、知床遊覧船沈没事故が発生。乗客18人及び船長と甲板員が死亡、6人が行方不明になった[12]。
- 2024年 - ドイツ連邦検察庁が、極右政党AfD（ドイツのための選択肢）に所属する議員の下で勤務するスタッフの男を、中国のスパイ容疑で拘束したと発表[13]。

## 誕生日

### 人物

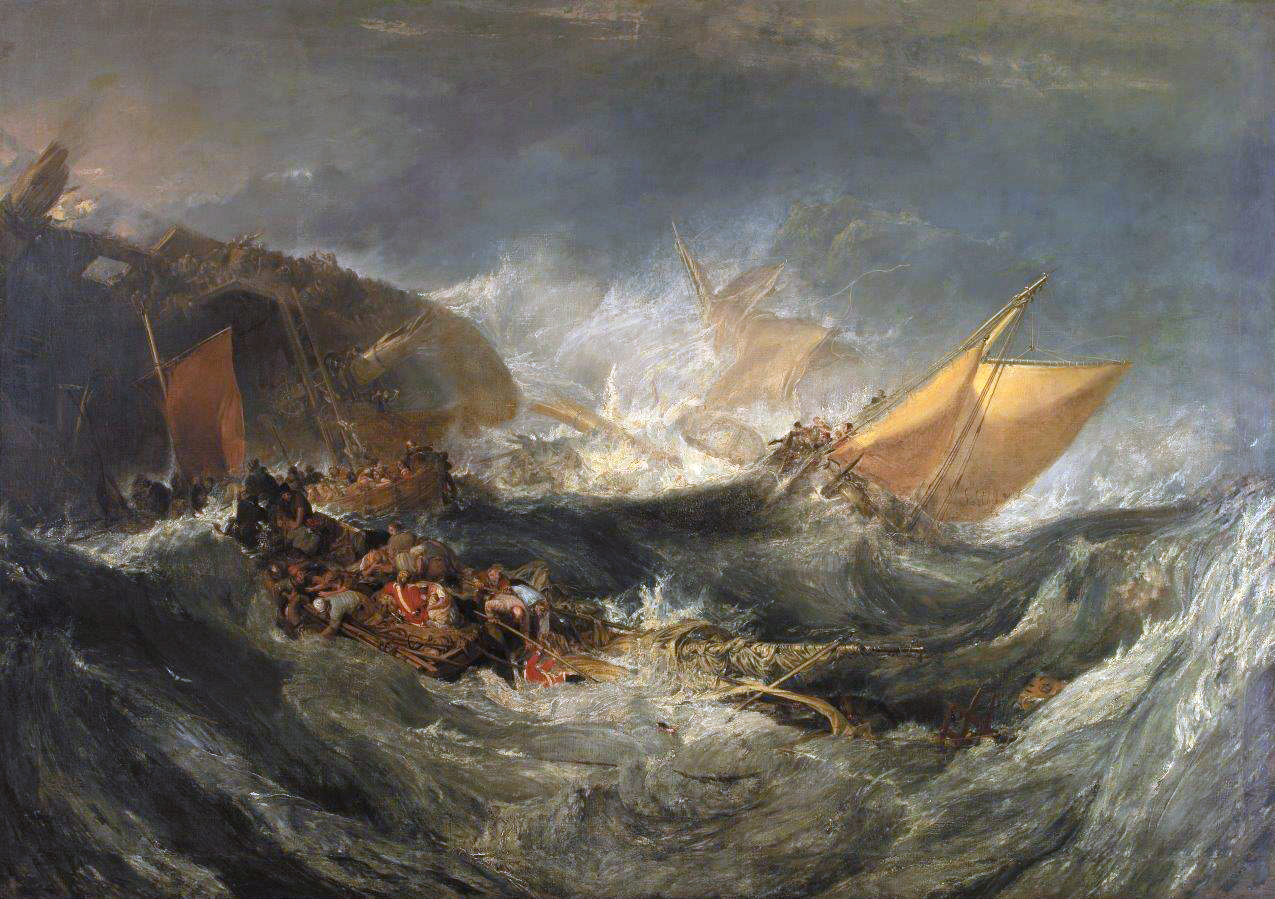
画家ジョゼフ・マロード・ウィリアム・ターナー(1775-1851)誕生。画像は『ミノタウルス号の難破』

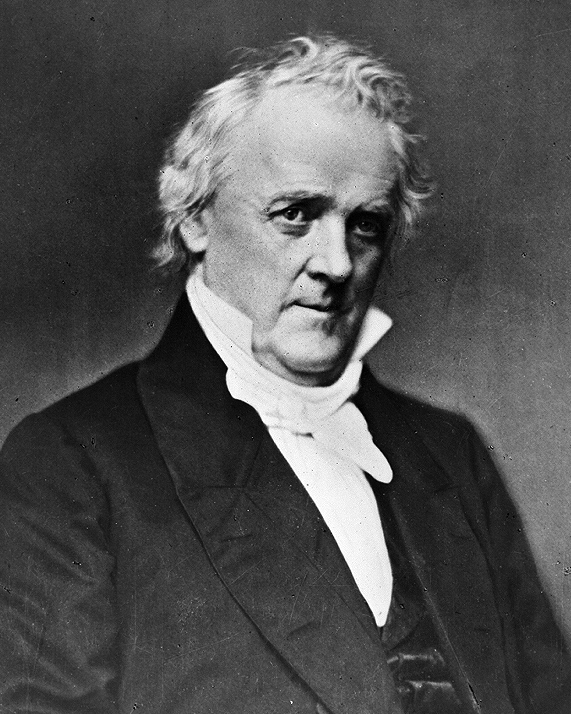
第15代アメリカ合衆国大統領、ジェームズ・ブキャナン(1791-1868)誕生。

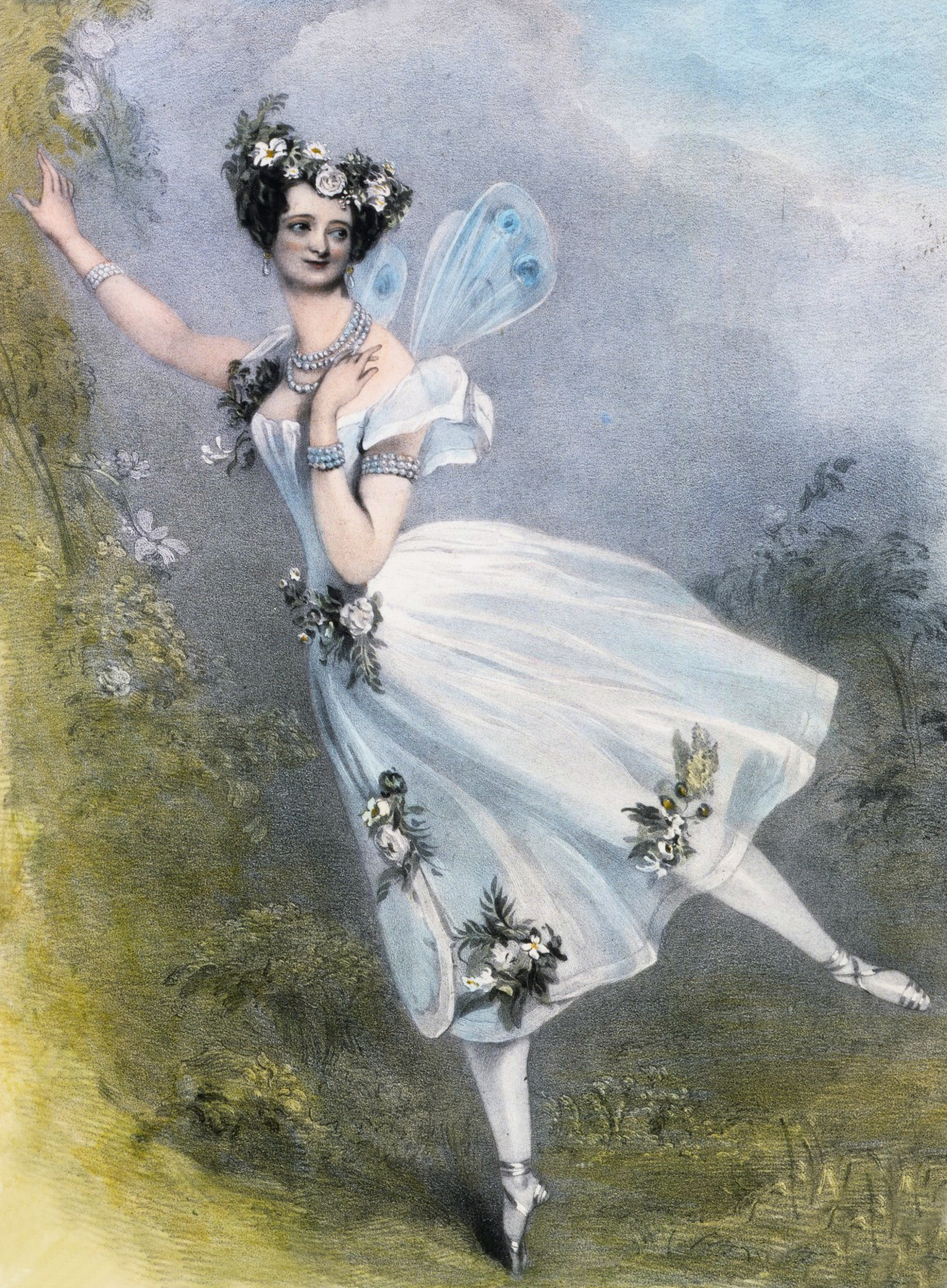
ロマンティック・バレエを確立したバレエダンサー、マリー・タリオーニ(1804-1884)誕生。

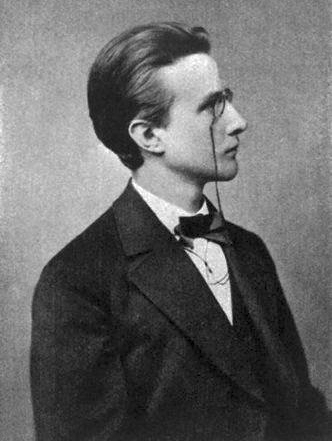
物理学者マックス・プランク(1858-1947)誕生。1900年12月14日、ベルリンでの物理学会で量子仮設を発表。量子力学発展への功績から、1918年にノーベル物理学賞を受賞した。

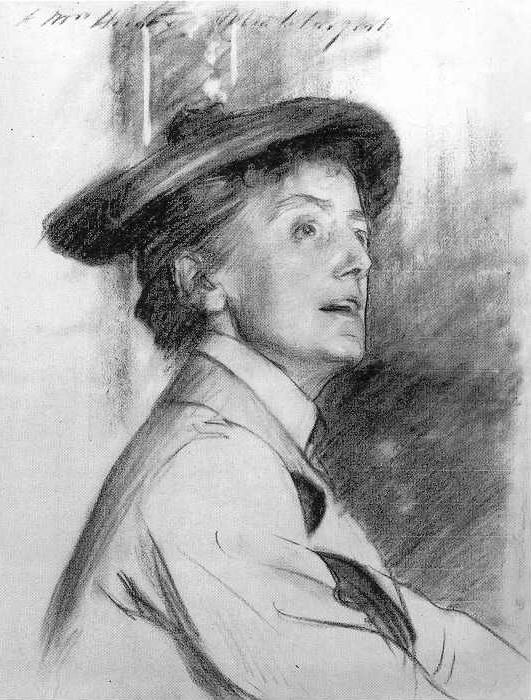
作曲家エセル・スマイス(1858-1944)。婦人参政権の推進者でもあった。

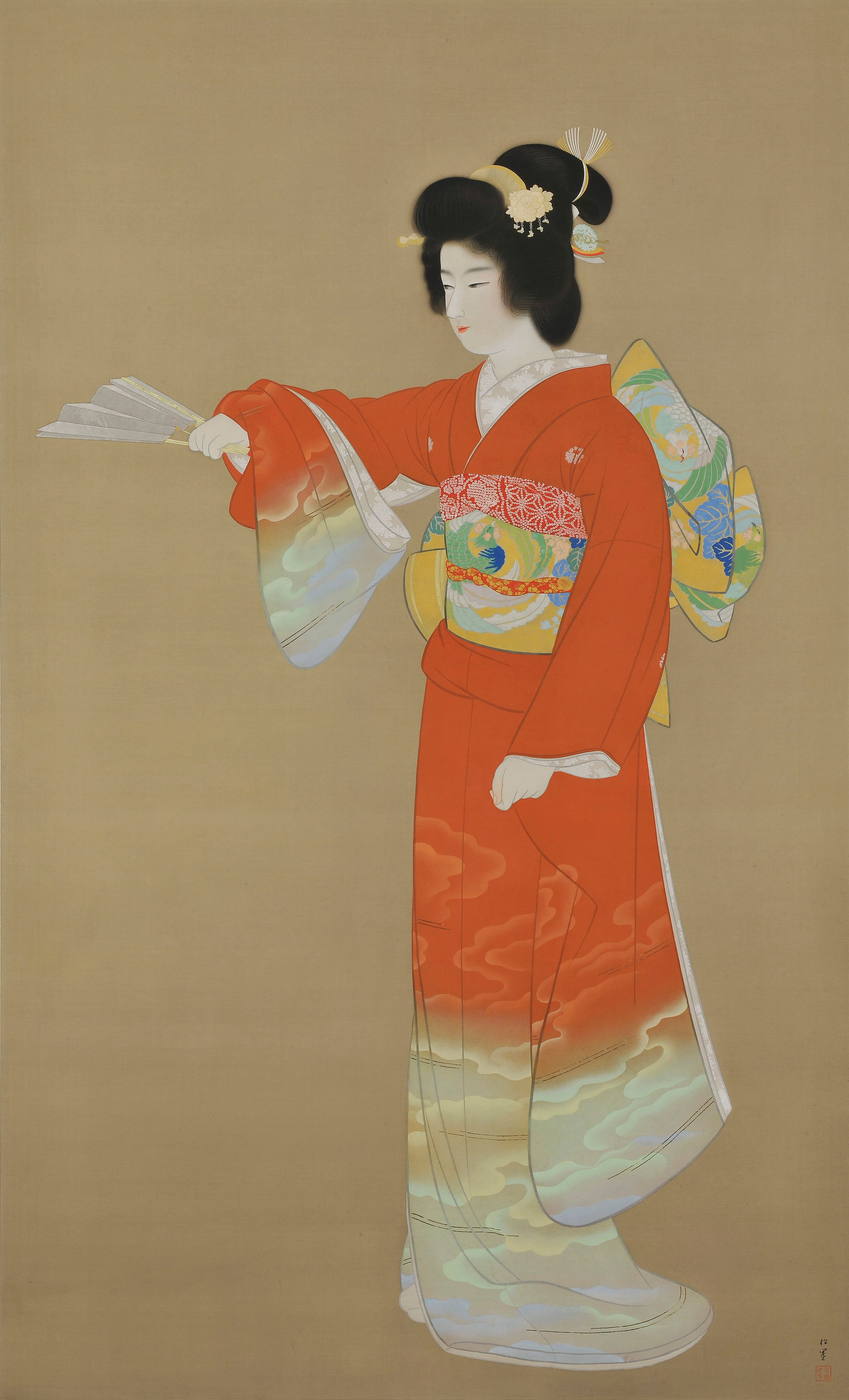
日本画家、上村松園(1875-1949)。画像は『序の舞』(1936)。

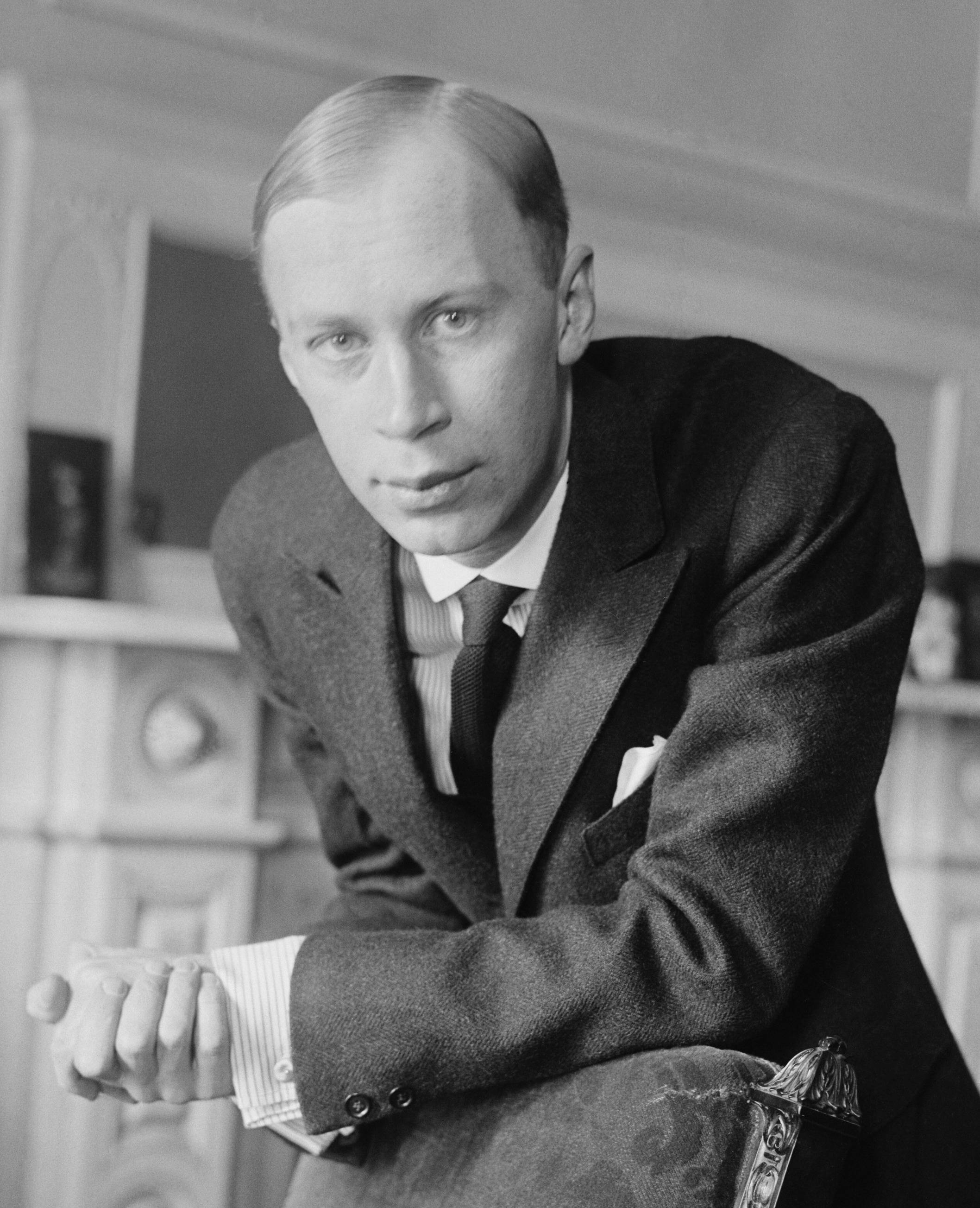
作曲家セルゲイ・プロコフィエフ(1891-1953)誕生。

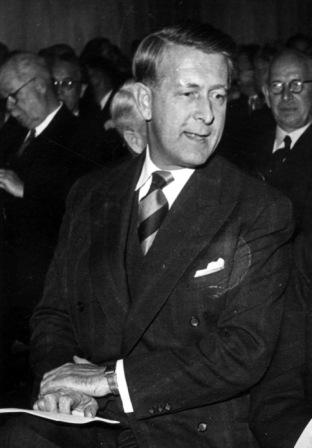
経済学者ベルティル・オリーン(1899-1979)誕生。ヘクシャー＝オリーンの定理を構築。1977年にジェイムズ・ミードとともにノーベル経済学賞を受賞した。

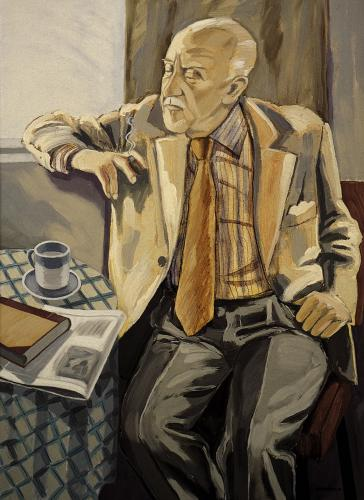
アイスランドの作家H・K・ラクスネス(1902-1998)誕生。

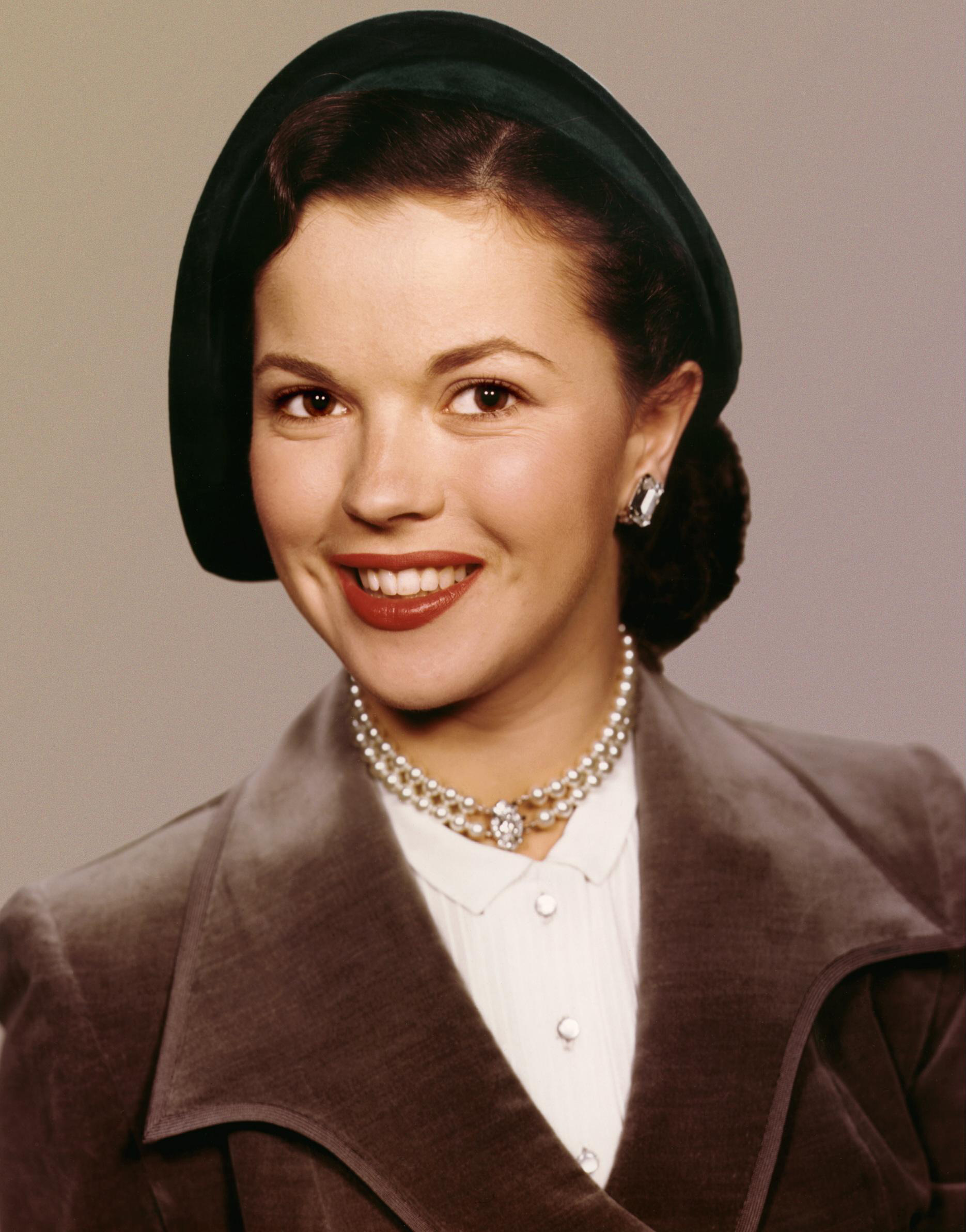
アメリカ合衆国の女優・外交官、シャーリー・テンプル(1928-2014)誕生。

- 1185年 - アフォンソ2世、ポルトガル王（+ 1223年）
- 1464年 - ジャンヌ・ド・フランス、フランス王妃（+ 1505年）
- 1484年 - ジュール・セザール・スカリジェ、医師、哲学者（+ 1558年）
- 1597年 - マールテン・トロンプ、オランダ海軍の軍人（+ 1653年）
- 1622年（元和8年3月13日） - 松浦重信、第4代平戸藩主（+ 1703年）
- 1651年（慶安4年3月4日） - 島津忠高、第4代佐土原藩主（+ 1676年）
- 1676年 - フレドリク1世、スウェーデン王（+ 1751年）
- 1718年（享保3年3月23日） - 鍋島直郷、第6代鹿島藩主（+ 1770年）
- 1762年（宝暦12年3月29日） - 飯塚伊賀七、発明家（+ 1836年）
- 1775年 - ジョゼフ・マロード・ウィリアム・ターナー、画家（+ 1851年）
- 1791年 - ジェームズ・ブキャナン、政治家、第15代アメリカ合衆国大統領（+ 1868年）
- 1794年（寛政6年3月24日） - 毛利斉元、第12代長州藩主（+ 1836年）
- 1804年 - マリー・タリオーニ、バレエダンサー（+ 1884年）
- 1805年 - ヨハン・カール・ローゼンクランツ、哲学者（+ 1879年）
- 1811年（文化8年3月1日） - 黒田長溥、第11代福岡藩主（+ 1887年）
- 1819年（文政2年3月29日） - 本多助実、第7代飯山藩主（+ 1877年）
- 1823年 - アブデュルメジト1世、第31代オスマン帝国皇帝（+ 1861年）
- 1825年（文政8年3月6日） - 税所敦官子、歌人、女官（+ 1900年）
- 1825年（文政8年3月6日） - 松島剛蔵、長州藩士（+ 1865年）
- 1828年 - アルベルト、ザクセン王（+ 1902年）
- 1832年（天保3年3月23日） - 大木喬任、政治家（+ 1899年）
- 1852年（嘉永5年3月5日） - 神津専三郎、音楽教育者（+ 1897年）
- 1858年 - マックス・プランク、物理学者、ノーベル物理学賞受賞者（+ 1947年）
- 1858年 - エセル・スマイス、作曲家、フェミニスト（+ 1944年）
- 1867年 - ヨハネス・フィビゲル、病理学者（+ 1928年）
- 1868年（慶応4年4月1日） - 関根金次郎、将棋棋士（+ 1946年）
- 1873年 - アルノルト・ファン・ヘネップ、文化人類学者（+ 1957年）
- 1875年 - 上村松園、画家（+ 1949年）
- 1880年 - ミハイル・フォーキン、バレエダンサー、振付師（+ 1942年）
- 1885年 - 高倉徳太郎、神学者、牧師（+ 1934年）
- 1889年 - 猪俣津南雄、経済学者（+ 1942年）
- 1891年 - セルゲイ・プロコフィエフ、作曲家（+ 1953年）
- 1893年 - アレン・ウェルシュ・ダレス、CIA長官（+ 1969年）
- 1895年 - ナイオ・マーシュ、推理作家（+ 1982年）
- 1897年 - レスター・ボールズ・ピアソン、政治家、カナダ首相（+ 1972年）
- 1899年 - ウラジーミル・ナボコフ、小説家（+ 1977年）
- 1899年 - ベルティル・オリーン、経済学者、ノーベル経済学賞受賞者（+ 1979年）
- 1899年 - 代田稔、医学博士、ヤクルト開発者（+ 1982年）
- 1900年 - ジム・ボトムリー、元プロ野球選手（+ 1959年）
- 1901年 - エドモンド・ブリスコ・フォード、生態学者、遺伝学者（+ 1988年）
- 1902年 - H・K・ラクスネス、小説家（+ 1998年）
- 1902年 - 三好十郎、劇作家、小説家（+ 1958年）
- 1903年 - カール・ラーレンツ、法学者（+ 1993年）
- 1905年 - 原健策、俳優（+ 2002年）
- 1906年 - 見田石介、哲学者、経済学者（+ 1975年）
- 1907年 - ドルフ・カミリ、元プロ野球選手（+ 1997年）
- 1910年 - シモーヌ・シモン、女優（+ 2005年）
- 1913年 - 大宮隆、実業家（+ 2007年）
- 1917年 - 三城輝子、女優（+ 1980年）
- 1918年 - ジェイムズ・カーカップ、詩人、劇作家（+ 2009年）
- 1919年 - 野村芳太郎、映画監督（+ 2005年）
- 1920年 - 梶原しげよ、詩人（+ 2015年）
- 1921年 - ウォーレン・スパーン、元プロ野球選手（+ 2003年）
- 1922年 - 緒方俊明、元プロ野球選手
- 1923年 - 三瀬雅康、元プロ野球選手
- 1924年 - 川上宗薫、小説家（+ 1985年）
- 1924年 - 木塚忠助、元プロ野球選手（+ 1987年）
- 1924年 - ルート・ロイヴェリク、女優（+ 2016年）
- 1925年 - バディ・ピート、元プロ野球選手（+ 2006年）
- 1928年 - シャーリー・テンプル、女優（+ 2014年）
- 1928年 - 諸井虔、実業家（+ 2006年）
- 1929年 - 越智通雄、政治家（+ 2021年）
- 1929年 - 竹村幸雄、政治家（+ 1998年）
- 1929年 - ジョージ・スタイナー、文芸評論家（+ 2020年）
- 1930年 - 秋山駿、文芸評論家（+ 2013年）
- 1931年 - 円谷一、演出家、プロデューサー（+ 1973年）
- 1932年 - ジム・フィックス、著述家、ジョギングの提唱者（+ 1984年）
- 1932年 - 文部おさむ、声優（+ 2002年）
- 1935年 - 園山俊二、漫画家（+ 1993年）
- 1936年 - ロイ・オービソン、ミュージシャン（+ 1988年）
- 1937年 - 望月あきら、漫画家
- 1938年 - 中村嘉葎雄、俳優
- 1939年 - 曽根悟、工学者
- 1939年 - リー・メジャース、俳優
- 1940年 - デイル・ヒューストン、スワンプ・ポップ歌手（デイル&グレイス）（+ 2007年）
- 1941年 - レイ・トムリンソン、プログラマ（+ 2016年）
- 1942年 - 森英樹、憲法学者、名古屋大学名誉教授（+ 2020年）
- 1942年 - サンドラ・ディー、女優（+ 2005年）
- 1943年 - 福富邦夫、元プロ野球選手
- 1944年 - 村上勝三、哲学研究者、文学博士
- 1944年 - 田辺修、元プロ野球選手
- 1944年 - 冠二郎、歌手（+ 2024年）
- 1945年 - 大塚龍児、商法学者、北海道大学名誉教授
- 1946年 - 大月みやこ、歌手
- 1947年 - 松島良一、空手家
- 1949年 - 千石正一、動物学者（+ 2012年）
- 1949年 - 藤井びん、俳優
- 1949年 - 吉の谷彰俊、元大相撲力士、年寄12代大鳴戸（+ 2000年）
- 1949年 - 平野光泰、元プロ野球選手（+ 2023年）
- 1949年 - 吉良修一、元プロ野球選手
- 1950年 - 杉山茂、元プロ野球選手
- 1950年 - 簗瀬進、政治家
- 1951年 - 那須恵理子、アナウンサー
- 1951年 - 松尾輝義、元プロ野球選手
- 1951年 - 田中末一、元プロ野球選手
- 1952年 - 柴田猛、プロゴルファー
- 1952年 - ナラダ・マイケル・ウォルデン、ミュージシャン、音楽プロデューサー
- 1952年 - 河島英五、シンガーソングライター（+ 2001年）
- 1953年 - 国広富之、俳優
- 1954年 - マイケル・ムーア、ドキュメンタリー映画監督、ジャーナリスト、政治活動家
- 1954年 - 日蔭温子、ゴルファー
- 1954年 - 松尾格、元プロ野球選手
- 1955年 - 平野文、声優、エッセイスト
- 1955年 - ジュディ・デイヴィス、女優
- 1956年 - 叶和貴子、女優
- 1956年 - 豊田誠佑、元プロ野球選手
- 1957年 - 川井憲次、作曲家
- 1958年 - 星護、共同テレビディレクター
- 1959年 - 岩島章博、バレーボール選手
- 1959年 - 宇納侑玖、俳優
- 1960年 - 藤田幸光、バレーボール選手、監督
- 1960年 - 岡崎つぐお、漫画家
- 1960年 - 高橋道雄、将棋棋士
- 1960年 - 溝口肇、チェロ奏者、作曲家
- 1961年 - 北原遥子、女優（+ 1985年）
- 1961年 - 北安博、元プロ野球選手
- 1961年 - テリー・ゴディ、プロレスラー（+ 2001年）
- 1961年 - アンドレイ・クルコフ、小説家
- 1962年 - ジョン・ハナー、俳優
- 1963年 - 柳川範之、経済学者
- 1964年 - 石塚理恵、声優
- 1964年 - 河田キイチ、お笑い芸人（BOOMER）
- 1965年 - 前田亘輝、ミュージシャン（TUBE）
- 1965年 - 三上明輝、官僚
- 1966年 - 増子直純、歌手（怒髪天）
- 1967年 - 小山羊右、タレント
- 1967年 - 橋元恵一、音楽プロデューサー
- 1967年 - 本原正治、元プロ野球選手
- 1967年 - レアル・コーミアー、元プロ野球選手
- 1968年 - 桜井鈴茂、小説家
- 1969年 - 山本淑稀、音楽プロデューサー
- 1969年 - エレーナ・シュシュノワ、体操選手
- 1970年 - 阿部サダヲ、俳優
- 1970年 - UZA、ソングライター
- 1970年 - 紅夜叉、元プロレスラー
- 1971年 - 佐藤剛、元プロ野球選手
- 1971年 - 山口晋、元プロ野球選手
- 1971年 - 脇坂浩二、元プロ野球選手
- 1971年 - 長谷部茂利、元サッカー選手、指導者
- 1972年 - IZAM、ミュージシャン（SHAZNA）
- 1973年 - 設楽統、お笑いタレント（バナナマン）
- 1973年 - えとう窓口、お笑い芸人（Wエンジン）
- 1973年 - 坂井秀至、囲碁棋士
- 1973年 - 宮永明子、アナウンサー
- 1973年 - 中村豊、元プロ野球選手
- 1974年 - 石井伸幸、元プロ野球選手
- 1974年 - 河田直也、アナウンサー
- 1974年 - 谷本賢一郎、歌手
- 1975年 - 山岡洋之、元プロ野球選手
- 1975年 - 天沼知恵子、プロゴルファー
- 1975年 - Shinnosuke、ミュージシャン
- 1976年 - 森山直太朗、歌手
- 1976年 - 外山斎、政治家
- 1976年 - 田村麻美、政治家
- 1976年 - 岡田麿里、脚本家、小説家、漫画原作者
- 1977年 - 三浦俊輔、俳優
- 1977年 - 西村瑞樹、お笑い芸人（バイきんぐ）
- 1977年 - 杉山裕之、お笑い芸人（我が家）
- 1977年 - ジョン・シナ、プロレスラー
- 1977年 - アンドリュー・ジョーンズ、元プロ野球選手
- 1978年 - 小畑沙織、元テニス選手
- 1978年 - ゲザハン・アベラ、陸上競技選手
- 1979年 - カルロス・シルバ、元プロ野球選手
- 1979年 - サンパ・ラユネン、ノルディック複合選手
- 1979年 - ジェイミー・キング、女優
- 1979年 - 小田敏充、声優
- 1980年 - 久遠さやか、女優
- 1980年 - 平石洋介、元プロ野球選手、監督
- 1981年 - 石浦宏明、レーシングドライバー
- 1981年 - 小田崇之、大分放送アナウンサー
- 1981年 - 宮本りえ、ファッションモデル
- 1981年 - そのこ、お笑い芸人、元自衛官
- 1981年 - クリス・シャーマ、フリークライマー
- 1981年 - 衣笠友章、元俳優
- 1981年 - 廣瀬芽、元ソフトボール選手、2008年北京五輪金メダリスト
- 1982年 - ヒロユキ、漫画家
- 1982年 - 出口真人、漫画家
- 1982年 - 黒田勇樹、俳優
- 1983年 - 加藤明日美、タレント
- 1983年 - ダニエラ・ハンチュコバ、テニス選手
- 1983年 - 深田拓也、元プロ野球選手
- 1983年 - 小鳥遊恋、AV女優
- 1984年 - 渡辺明、将棋棋士
- 1984年 - 清水誉、元プロ野球選手
- 1984年 - 湯本史寿、元スキージャンプ選手
- 1984年 - MARI、元グラビアアイドル
- 1984年 - 川元由香、元グラビアアイドル、元タレント
- 1984年 - アレクサンドラ・コステニューク、チェスプレイヤー
- 1985年 - 伊禮麻乃、歌手
- 1985年 - 加藤綾子、アナウンサー
- 1986年 - ジェシカ・スタム、スーパーモデル
- 1986年 - ミランダ・フェルナンデス、元プロ野球選手
- 1986年 - ルイス・デュランゴ、プロ野球選手
- 1986年 - アレクセイ・レブコ、サッカー選手
- 1986年 - スベン・クラマー、スピードスケート選手
- 1986年 - 佐々木もよこ 、タレント・女優
- 1986年 - 吉田恵、元女優
- 1987年 - あいすけ、お笑い芸人
- 1987年 - 栃飛龍幸也、元大相撲力士
- 1988年 - 渋谷謙人、俳優
- 1988年 - Emyli、歌手
- 1988年 - 宮宗紫野、女流将棋棋士
- 1988年 - 増田達至、元プロ野球選手
- 1988年 - 下水流昂、元プロ野球選手
- 1988年 - ヴィクター・アニチェベ、サッカー選手
- 1988年 - 田中明日菜、サッカー選手
- 1988年 - 柳瀬さき、グラビアアイドル
- 1989年 - アンチエイジ徳泉、ものまね芸人
- 1989年 - 伊藤光、プロ野球選手
- 1989年 - 岩井七世、女優
- 1989年 - ニコル・バイディソバ、テニス選手
- 1990年 - デーヴ・パテール、俳優
- 1990年 - 原裕太郎、元サッカー選手
- 1991年 - 岩橋慶侍、元プロ野球選手
- 1991年 - 平井諒、元プロ野球選手
- 1992年 - 斉藤百香、アナウンサー
- 1992年 - 八木哲大、プロレスラー
- 1992年 - 岸波莉穂、元グラビアアイドル
- 1992年 - 柴原誠、元サッカー選手
- 1993年 - 柿原翔樹、元プロ野球選手
- 1993年 - 佐野川リョウ、元プロ野球選手
- 1993年 - 近野莉菜、アイドル（元AKB48、元JKT48）
- 1993年 - にしくん、元AV監督、元AV男優
- 1994年 - 藤山智史、サッカー選手
- 1994年 - 七瀬公、俳優
- 1994年 - 草野綾、グラビアアイドル
- 1994年 - ソン・ガン、俳優
- 1995年 - 井上清華、フジテレビアナウンサー
- 1995年 - ジジ・ハディット、ファッションモデル
- 1995年 - 只埜榛奈、野球選手
- 1995年 - 比嘉一貴、ゴルファー
- 1996年 - 若林倫香、声優、元アイドル（元SKE48）
- 1996年 - チョ・ビョンギュ、俳優
- 1996年 - 中尾翔太、ダンサー（FANTASTICS）（+ 2018年）
- 1997年 - 長沢菜々香、アイドル（元欅坂46）
- 1997年 - 吉田祐也、陸上競技選手
- 1998年 - 和田まあや、アイドル（元乃木坂46）
- 1998年 - 岡宮来夢、俳優
- 1999年 - チェヨン、アイドル（TWICE）
- 1999年 - 福士奈央、アイドル（元SKE48）
- 1999年 - 諸星すみれ、女優、声優
- 1999年 - 山本晃大、プロ野球選手
- 1999年 - 佐藤大樹、サッカー選手
- 1999年 - 遠山佳奈、バスケットボール選手
- 2000年 - 増田夕華、競輪選手
- 2000年 - ジェノ、アイドル（NCT）
- 2001年 - 高倉萌香、アイドル（元NGT48）
- 2001年 - 福田安優子、アイドル（元fishbowl）
- 2001年 - 岡本美優、バスケットボール選手
- 2001年 - 安原太陽、陸上競技選手
- 2001年 - 保坂晴子、陸上競技選手
- 2002年 - 星来芽依[14]、プロレスラー
- 2002年 - 柴田花恋、女優
- 2002年 - こるね、アイドル（i-COL、BLKLiLiY、のんふぃく！）
- 2003年 - 三阪咲、歌手
- 2003年 - 川越にこ、AV女優
- 2005年 - 丸本凛、女優
- 2005年 - ユナ、アイドル（CSR)
- 2006年 - 佐藤咲菜、アイドル（LINKL PLANET）
- 2018年 - ルイ・オブ・ウェールズ、イギリスの王族、プリンス・オブ・ウェールズ・ウィリアム王子夫妻の次男
- 生年不詳 - 綾野ましろ[15]、歌手
- 生年非公開 - 江頭宏哉、声優
- 生年不詳 - でこ、声優
- 生年不詳 - 飯田ぽち。、漫画家、イラストレーター、バーチャルYouTuber
- 生年不詳 - 竹嶋えく、漫画家、イラストレーター
- 生年不詳 - 原田将太郎、漫画家
- 生年不詳 - 千葉真澄、アナウンサー

### 人物以外（動物など）
- 1934年 - ヒサトモ、競走馬（+ 1949年）
- 1965年 - タケシバオー、競走馬（+ 1992年）
- 1965年 - タニノハローモア、競走馬（+ 1985年）
- 1983年 - フェートノーザン、競走馬（+ 1989年）
- 1986年 - ゴールデンフェザント、競走馬
- 1989年 - レガシーワールド、競走馬（+ 2021年）
- 1992年 - ピルサドスキー、競走馬
- 1994年 - サニーブライアン、競走馬（+ 2011年）
- 2001年 - イェーツ、競走馬
- 2004年 - サンライズマックス、競走馬
- 2004年 - ナムラマース、競走馬
- 2005年 - チェレブリタ、競走馬（+ 2010年）
- 2005年 - ルルパンブルー、競走馬
- 2016年 - カレンブーケドール、競走馬

## 忌日

### 人物

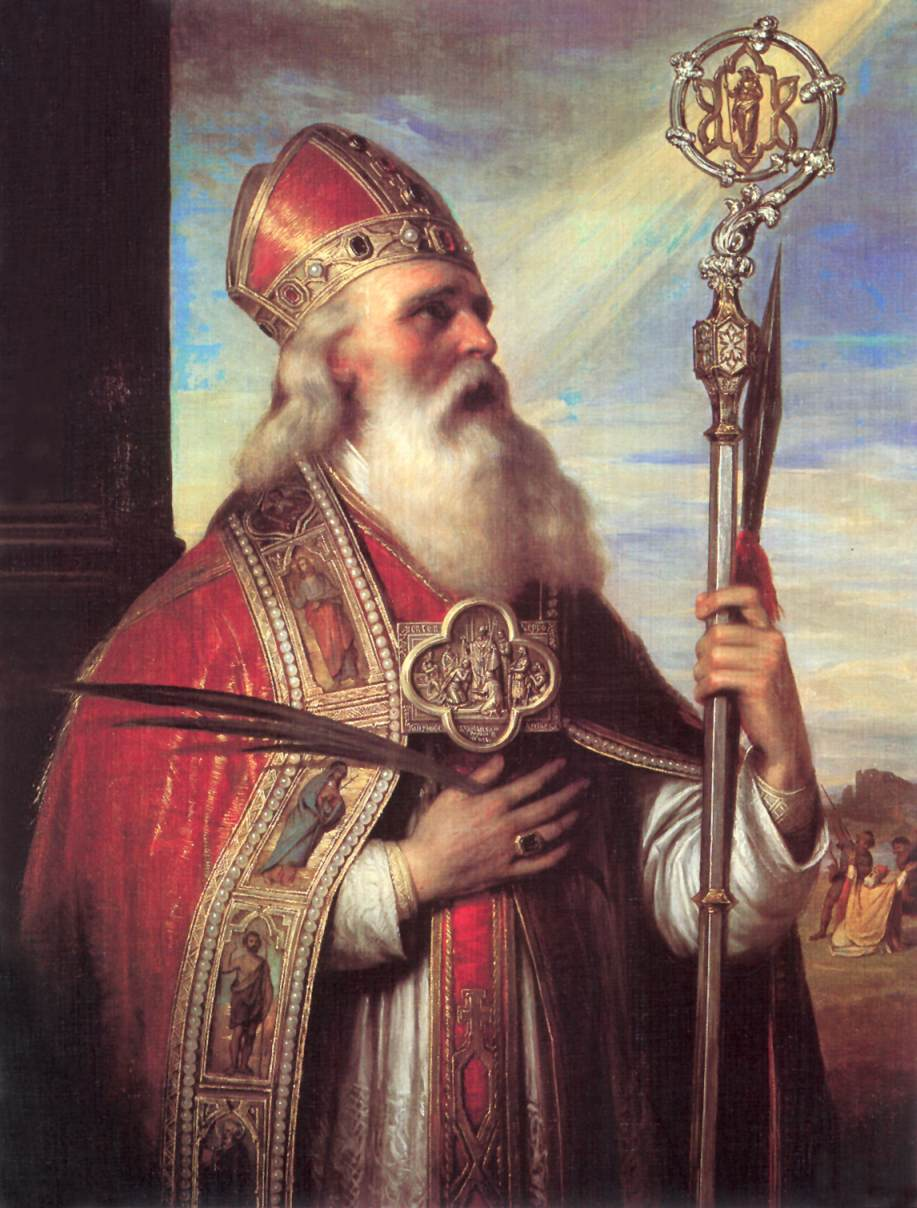
司教プラハのアダルベルト(956-997)、バルト海沿岸の古プルーセン人に布教中に殉教。

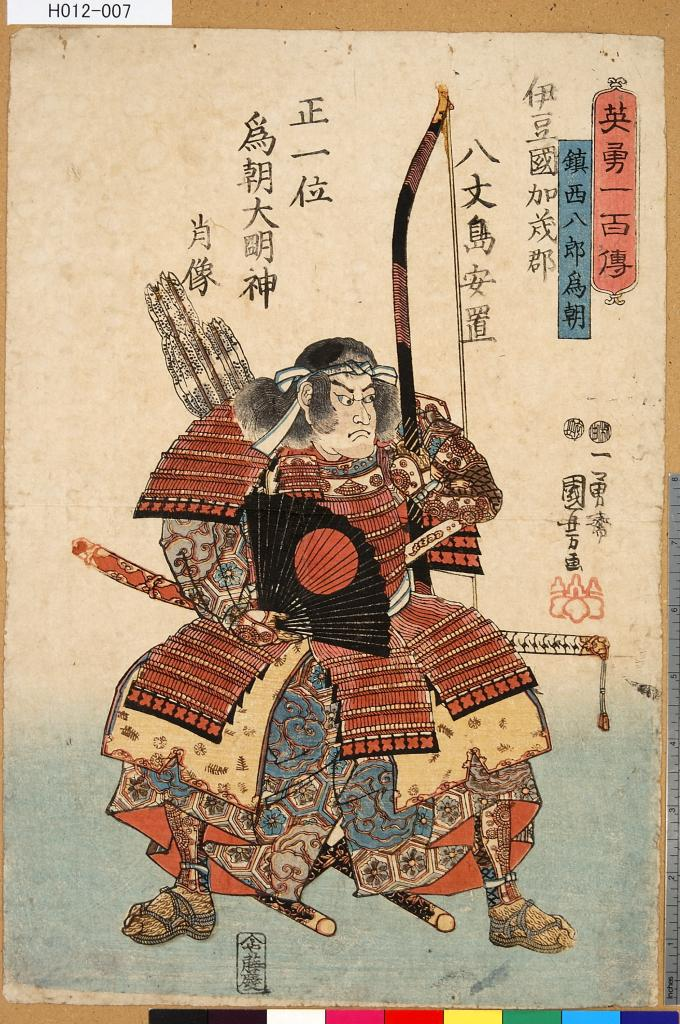
平安後期の武将源為朝(1139-1170)自害。剛弓の使い手で、追放先の九州で鎮西八郎を名乗る。江戸時代、曲亭馬琴作、葛飾北斎画の読本『椿説弓張月』の主人公として描かれる。画像は東京都立図書館蔵、歌川国芳画『正一位為朝大明神肖像』。

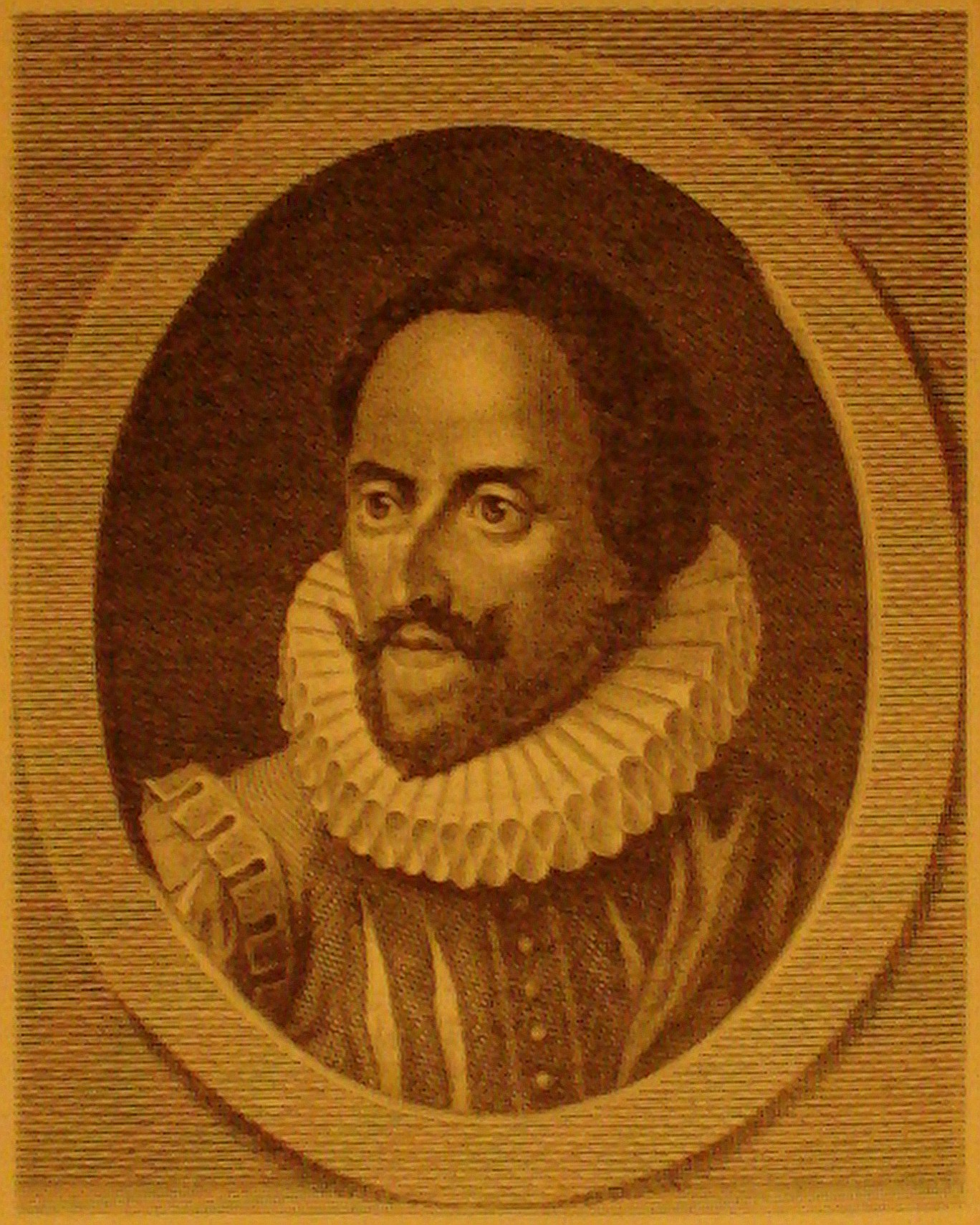
『ドン・キホーテ』の作者ミゲル・デ・セルバンテス(1547-1616)没。

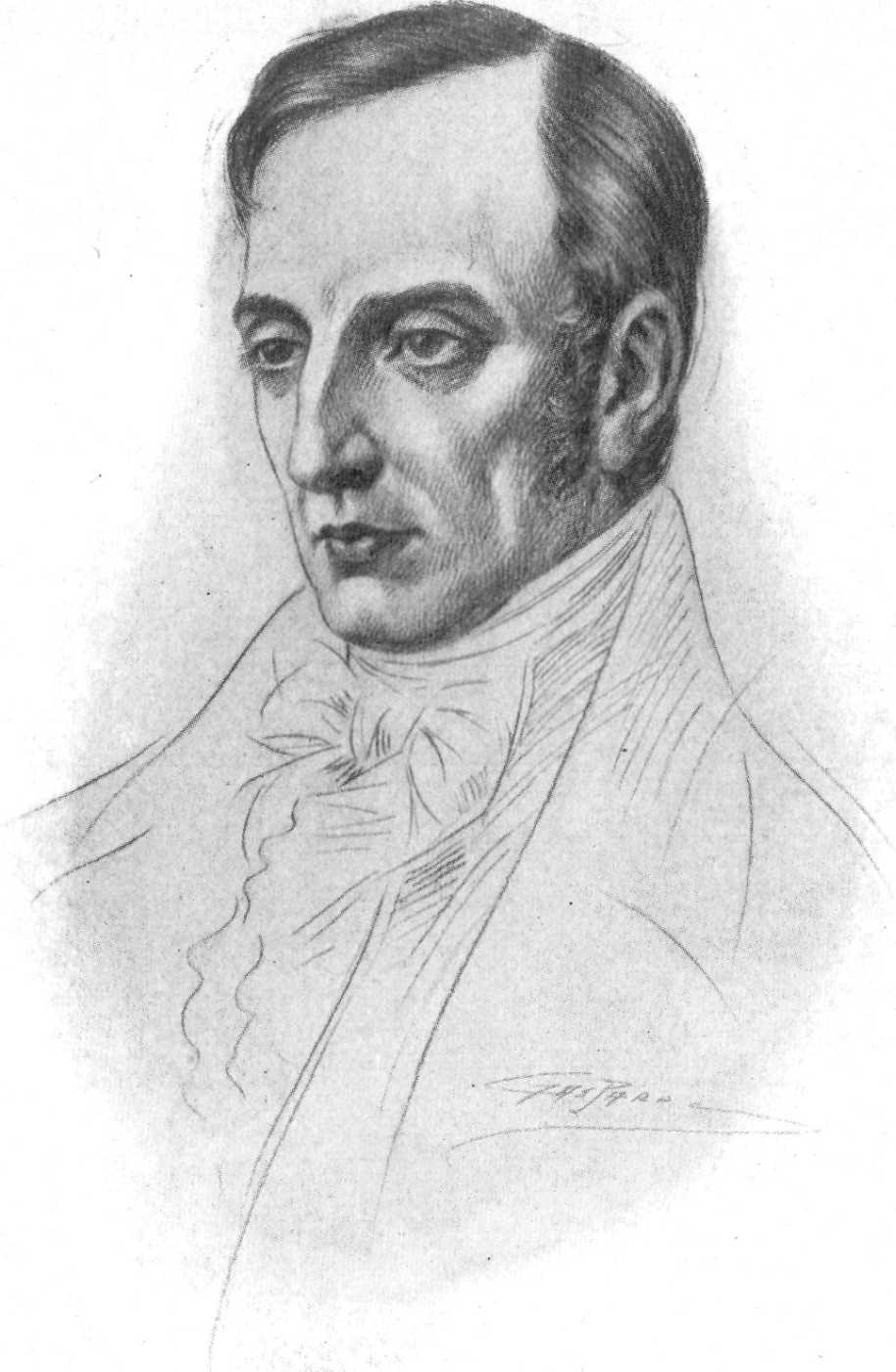
英国の桂冠詩人ウィリアム・ワーズワース(1770-1850)没。

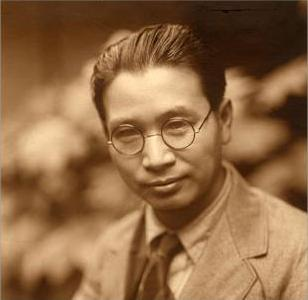
キリスト教伝道者、社会運動家賀川豊彦(1888-1960)没。神戸市葺合新川のスラム街で伝道と救済活動に従事。自伝的小説「死線を越えて」「一粒の麦」など著書多数。

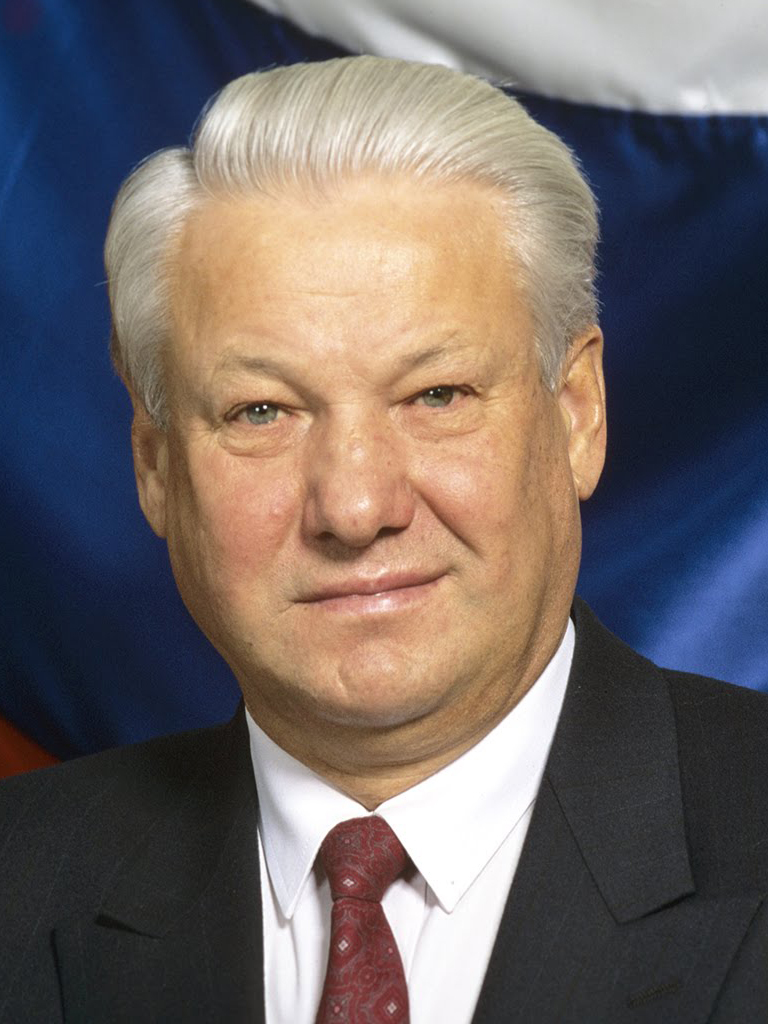
ロシア連邦初代大統領ボリス・エリツィン(1931-2007)没。

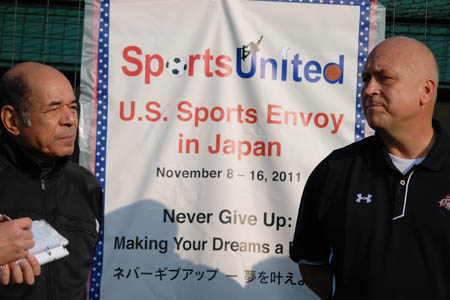
プロ野球選手衣笠祥雄(画像左:1947-2018)没。2215試合連続出場、「鉄人」と呼ばれた。画像右の人物は、長年の友人カル・リプケン・ジュニア。

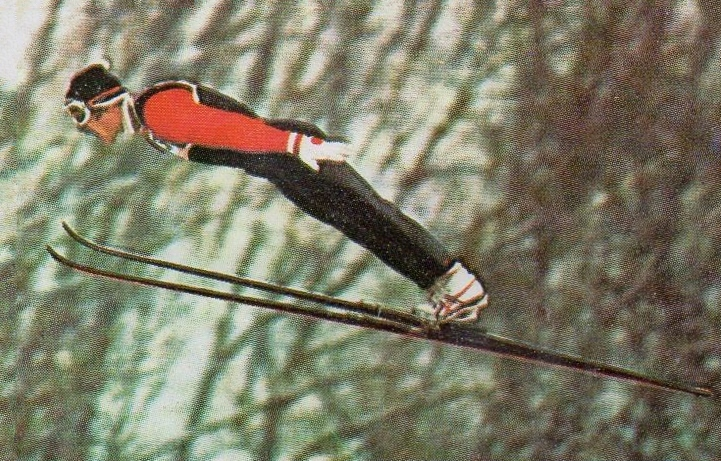
スキージャンプ選手笠谷幸生(1943-2024)没。1972年、札幌五輪で日本人初となる冬季五輪の金メダルを獲得。

- 303年 - ゲオルギウス、キリスト教の聖人
- 997年 - プラハのアダルベルト、キリスト教の聖人（* 956年）
- 1016年 - エゼルレッド2世、イングランド王（* 968年）
- 1124年 - アレグザンダー1世、スコットランド王（* 1078年）
- 1151年 - アデライザ・オブ・ルーヴァン、イングランド王ヘンリー1世の王妃（* 1103年）
- 1170年（嘉応2年4月6日） - 源為朝、武将（* 1139年）
- 1235年（文暦2年3月28日） - 九条教実、鎌倉時代の公卿（* 1211年）
- 1326年（永承6年3月20日） - 邦良親王、後醍醐天皇の皇太子（* 1300年）
- 1567年（永禄10年3月14日） - 種子島恵時、戦国武将、種子島の領主（* 1503年）
- 1616年 - ミゲル・デ・セルバンテス、小説家（* 1547年）
- 1616年 - ウィリアム・シェイクスピア、劇作家（* 1564年）
- 1625年 - マウリッツ、オランダ総督（* 1567年）
- 1681年 - ユストゥス・スステルマンス、画家（* 1597年）
- 1691年 - ジャン＝アンリ・ダングルベール、作曲家（* 1629年）
- 1711年（宝永8年3月6日） - 京極宮文仁親王、江戸時代の皇族（* 1680年）
- 1716年 - ユスタス・ファン・ハイスム（英語版）、画家（* 1659年）
- 1731年（享保16年3月16日） - 水野忠之、江戸幕府老中、第4代岡崎藩主（* 1669年）
- 1774年 - クリスティアン・ヴィルヘルム・エルンスト・ディートリッヒ、画家、版画家（* 1712年）
- 1792年（寛政4年3月3日） - 柳沢信鴻、第2代郡山藩主（* 1724年）
- 1837年（天保8年3月19日） - 大久保忠真、江戸幕府老中、第7代小田原藩主（* 1778年）
- 1850年 - ウィリアム・ワーズワース、詩人（* 1770年）
- 1858年 - ジェームズ・スターリング、初代西オーストラリア州総督、イギリス海軍提督（* 1791年）
- 1877年 - 小笠原長国、第5代唐津藩主（* 1812年）
- 1895年 - カール・ルートヴィヒ、生理学者（* 1816年）
- 1915年 - ルパート・ブルック、詩人（* 1887年）
- 1916年 - グスタフ・シュワルベ（英語版）、解剖学者、人類学者（* 1916年）
- 1919年 - 竹田宮恒久王、皇族（* 1882年）
- 1930年 - ヘンリー・アーネスト・デュードニー、パズル作家、数学者（* 1857年）
- 1932年 - ジャン＝ピエール・ローランス、画家（* 1875年）
- 1933年 - ティム・キーフ、プロ野球選手（* 1857年）
- 1936年 - 佐分眞、洋画家（* 1898年）
- 1944年 - 近松秋江、小説家（* 1876年）
- 1947年 - エドゥアール・シャットン、動物学者、海洋生物学者（* 1883年）
- 1951年 - チャールズ・G・ドーズ、第30代アメリカ合衆国副大統領、財政家（* 1865年）
- 1952年 - エリザベート・シューマン、ソプラノ歌手（* 1888年）
- 1960年 - 賀川豊彦、キリスト教伝道者、社会運動家、作家（* 1888年）
- 1964年 - カール・ポランニー、経済人類学者（* 1886年）
- 1965年 - 小松原博喜、プロ野球選手（* 1924年）
- 1973年 - 阿部知二、小説家（* 1903年）
- 1974年 - サイ・ウィリアムズ、プロ野球選手（* 1887年）
- 1975年 - ウィリアム・ハートネル（英語版）、俳優（* 1908年）
- 1976年 - 稲垣平太郎、初代通商産業大臣（* 1888年）
- 1976年 - セルゲイ・シュテメンコ、ソ連軍参謀総長（* 1907年）
- 1976年 - カール・シェーファー、フィギュアスケート選手（* 1909年）
- 1980年 - 兵頭精、航空操縦士（* 1899年）
- 1980年 - 佐多忠隆、政治家（* 1904年）
- 1982年 - 渡辺武三、政治家（* 1922年）
- 1983年 - マルグリット・ブロクディス、テニス選手（* 1893年）
- 1983年 - バスター・クラッブ（英語版）、水泳選手、俳優、1932年ロサンゼルス五輪金メダリスト（* 1908年）
- 1983年 - ハインリヒ・コニエッツニー、作曲家（* 1910年）
- 1984年 - レッド・ガーランド、ジャズピアニスト（* 1923年）
- 1985年 - 小穴純[16]、物理学者、光工学者（* 1907年）
- 1986年 - ハロルド・アーレン、作曲家（* 1905年）
- 1986年 - オットー・プレミンジャー、映画監督（* 1905年）
- 1988年 - 川勝傳、実業家、元日本スピンドル製造社長、元南海電気鉄道社長（* 1901年）
- 1988年 - 小沢栄太郎、俳優（* 1909年）
- 1990年 - ポーレット・ゴダード、女優（* 1910年）
- 1991年 - ジョニー・サンダース、ミュージシャン（* 1952年）
- 1992年 - サタジット・レイ、映画監督（* 1921年）
- 1993年 - セサール・チャベス、労働運動家（* 1927年）
- 1994年 - 木村庄之助 (22代)、大相撲の立行司（* 1890年）
- 1995年 - ジョン・C・ステニス、政治家（* 1901年）
- 1995年 - クリーンヘッド・ギムラ、ミュージシャン（東京スカパラダイスオーケストラ）（* 1962年）
- 1995年 - ロンサム・サンダウン、ブルース・ミュージシャン（* 1928年）
- 1996年 - パメラ・トラバース、児童文学作家（* 1899年）
- 1998年 - コンスタンディノス・カラマンリス、政治家、ギリシャ大統領（* 1907年）
- 1998年 - 初代吾妻徳穂、舞踊家、吾妻流家元・宗家（* 1909年）
- 1998年 - 大泉滉、俳優（* 1925年）
- 1998年 - ジェームズ・アール・レイ、キング牧師暗殺の実行犯（* 1928年）
- 1999年 - フランシス・ペティジョン、地質学者（* 1904年）
- 1999年 - メルバ・リストン、ジャズ・トロンボーン奏者（* 1926年）
- 2000年 - 杉浦茂、漫画家（* 1908年）
- 2000年 - 野村雪子、歌手（* 1937年）
- 2002年 - 中臺瑞真、木工芸家（* 1912年）
- 2003年 - 樽井眞邦、写真家（* 1943年）
- 2004年 - 八百板正、農民運動家、政治家（* 1905年）
- 2004年 - 北野ミヤ、競走馬生産家、メジロ牧場、メジロ商事会長（* 1912年）
- 2005年 - ジョン・ミルズ、俳優（* 1908年）
- 2005年 - アンドレ・グンダー・フランク、社会学者、国際政治経済学者（* 1929年）
- 2006年 - ウイリアム・ゴッドリーブ、写真家（* 1917年）
- 2007年 - ボリス・エリツィン、政治家、ロシア連邦初代大統領（* 1931年）
- 2007年 - ポール・アードマン、小説家、経済評論家（* 1932年）
- 2007年 - デイヴィッド・ハルバースタム、ジャーナリスト、ピューリッツァー賞受賞者（* 1934年）
- 2007年 - 橋本敬包、元プロ野球選手（* 1936年）
- 2008年 - 青木龍山、陶芸家（* 1926年）
- 2009年 - 鎌田英夫、官僚、会計検査院元院長（* 1921年）
- 2009年 - 中丸忠雄、俳優（* 1933年）
- 2009年 - イヴァン・マドレー、クリケット選手（* 1934年）
- 2010年 - 山本則直[17]、狂言師（* 1939年）
- 2010年 - 楠原映二、俳優（* 1947年）
- 2011年 - テレンス・ロングドン（英語版）、俳優（* 1922年）
- 2011年 - 森井忠良、政治家、第78代厚生大臣（* 1929年）
- 2011年 - 大賀典雄、実業家、声楽家、元ソニー社長、元東京フィルハーモニー交響楽団理事長（* 1930年）
- 2012年 - 若松紀志子、ピアニスト（* 1915年）
- 2012年 - 高橋義種[18]、実業家、ロッテ・オリオンズ元球団代表（* 1929年）
- 2013年 - 島森路子、広告評論家、編集者（* 1947年）
- 2013年 - 宮森隆行、ヘアメイクアーティスト（* 1957年）
- 2014年 - コンラッド・マレーロ、野球選手（* 1911年）
- 2014年 - マーク・シャンド、旅行作家（* 1951年）
- 2015年 - 辻章、小説家（* 1945年）
- 2016年 - バンハーン・シラパアーチャー、政治家、元タイ首相（* 1932年）
- 2016年 - 紋谷暢男、知的財産権法学者、成蹊大学名誉教授（* 1936年）
- 2016年 - 小林正明、歌手（* 1941年）
- 2016年 - 山本功児、元プロ野球選手、監督（* 1951年）
- 2017年 - 金井紀年、実業家、共同貿易元社長（* 1923年）
- 2017年 - 三代目三遊亭圓歌、落語家（* 1932年）
- 2017年 - 川名和美、経営学者（* 1966年）
- 2018年 - 井本勇、政治家、元佐賀県知事（* 1925年）
- 2018年 - 三木多聞、美術評論家（* 1929年）
- 2018年 - アーサー・B・ルビンスタイン、作曲家（* 1938年）
- 2018年 - 衣笠祥雄、元プロ野球選手（* 1947年）
- 2018年 - 田中宏暁、運動生理学者、福岡大学名誉教授（* 1947年）
- 2018年 - 岸信行、空手家（* 1948年）
- 2018年 - ベーラ・マジャーリ、元軍人（* 1949年）
- 2018年 - ベニー・カニンガム、アメリカンフットボール選手（* 1954年）
- 2019年 - ルクセンブルク大公ジャン、第八代ルクセンブルク大公（* 1921年）
- 2019年 - 島崎保彦[19]、広告マン、イベントプロデューサー（* 1933年）
- 2019年 - テリー・ローリングス、編集技師、音響編集者（* 1933年）
- 2019年 - 宮沢明子、ピアニスト（* 1941年）
- 2019年 - 高寺彰彦、漫画家（* 1960年）
- 2020年 - 久米明、俳優、声優（* 1924年）
- 2020年 - ジェームス・ベッグス、海軍軍人、経営者、第6代NASA長官（* 1926年）
- 2020年 - 児島絹子[20]、実業家、東京ソワール創業者（* 1930年）
- 2020年  - ノルベルト・ブリューム、政治家、元ドイツ労働・社会問題大臣（* 1935年）
- 2020年 - 和田周、俳優、声優、劇作家（* 1938年）
- 2020年 - 佐古一洌、神職、前学校法人皇學館理事長、松尾大社名誉宮司（* 1941年）
- 2020年 - 小島一慶、フリーアナウンサー（* 1944年）
- 2020年 - 岡江久美子、女優（* 1956年）
- 2020年 - フレッド・ザ・ゴッドソン、DJ、ラッパー（* 1985年）
- 2020年 - 上条毬男、漫画家（* 生年不詳）
- 2021年 - ミルバ、歌手、女優（* 1939年）
- 2022年 - オリン・ハッチ、政治家、元米国上院仮議長（* 1934年）
- 2022年 - 川平惠造、画家、元沖縄県美術家連盟会長（* 1949年）
- 2024年 - ロバート・デナード、電気工学者（* 1932年）
- 2024年 - 盧在鳳、国際政治学者、政治家、元大韓民国国務総理（* 1936年）
- 2024年 - 尾崎吉弘、政治家、第22代和歌山県和歌山市長（* 1936年）
- 2024年 - 笠谷幸生、スキージャンプ選手、1972年札幌五輪金メダリスト（* 1943年）
- 2024年 - フランシスコ・ロドリゲス、ボクサー、1968年メキシコシティ五輪金メダリスト（* 1945年）
- 2025年 - 大宮エリー、画家、脚本家、CMディレクター、映画監督、作家、エッセイスト、コピーライター、演出家、ラジオパーソナリティ（* 1975年）

### 人物以外（動物など）
- 2013年 - エアグルーヴ、競走馬、繁殖牝馬（* 1993年）

## 記念日・年中行事

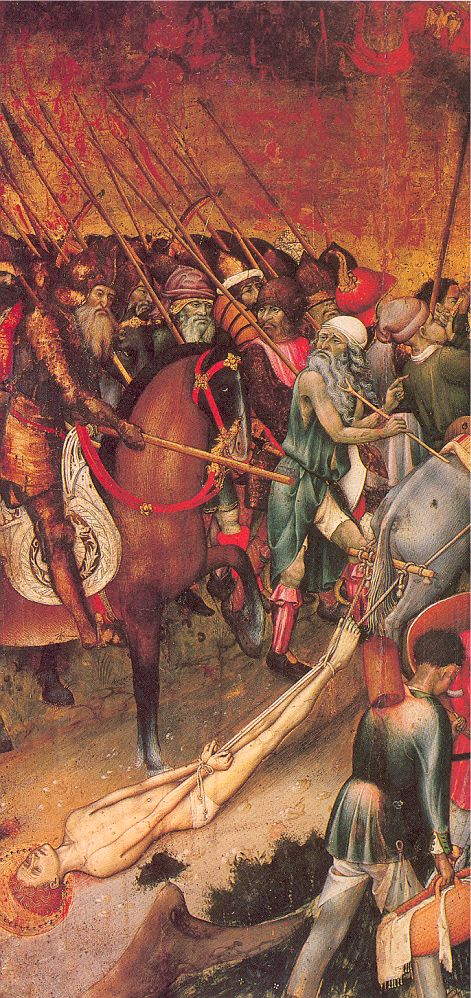
ゲオルギオス(?-303)殉教。正教圏では5月6日（ユリウス暦4月23日）に加え、秋に祝日がある地域もあり、ジョージアでは11月23日、ロシアでは12月9日により大きく祝われる。

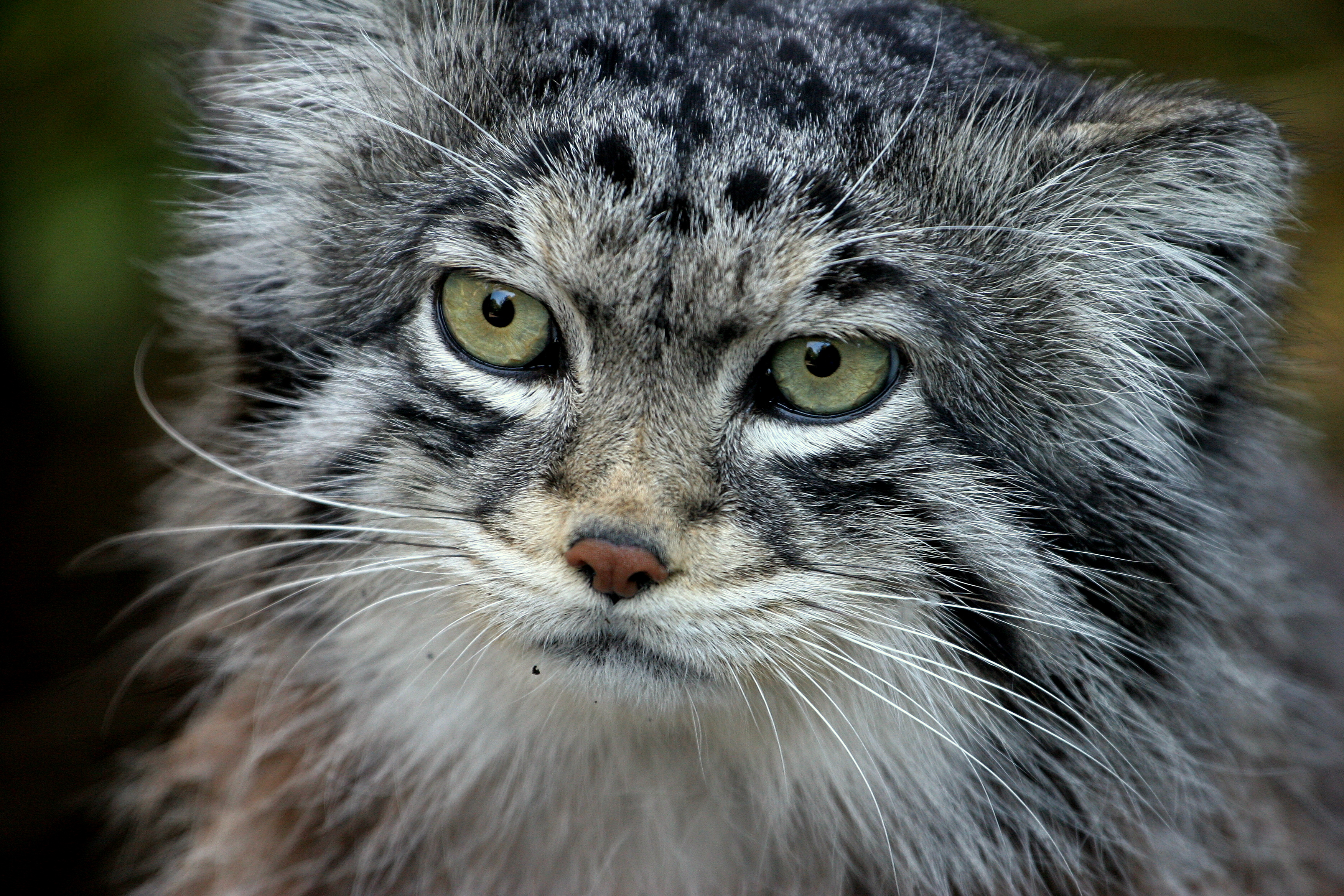
国際マヌルネコの日。画像はエディンバラ動物園で撮影されたマヌルネコ。

- 聖ゲオルギオスの日（サン・ジョルディの日、聖ジョージの日）
竜退治の伝承が残るキリスト教の聖人ゲオルギオスの聖名祝日。ゲオルギオスは、英国、ジョージア、カタロニアなどの国・自治州、モスクワ、ジェノヴァなど都市の守護聖人で、そのシンボルは、イングランド国旗に採用されている。今日では書物を贈りあうサン・ジョルディの日となっている[21]。
- 世界図書・著作権デー（世界本の日）（ 世界）
  - 子ども読書の日（ 日本）
- 国際マルコーニデー（ 世界）
世界で初めて無線による通信を行ったグリエルモ・マルコーニを記念する日。
- 国際マヌルネコの日（ 世界）
2019年にマヌルネコ保全同盟（PICA）によって制定。マヌルネコのことを知り、その保全や住環境について興味を持ってもらうことが目的[22]。日本では、那須どうぶつ王国の発信で話題になり[23]、現在複数の動物園で飼育されている。
- 国民主権と子供の日（ トルコ・北キプロス）
1920年のこの日、独立運動中のトルコで、現在のトルコ大国民議会（国会）の起源となる大国民議会が開催されたことを記念。トルコ共和国初代大統領ケマル・アタチュルクの提案により、国の未来を担う子供の日と定められた[24]。
- 慶應義塾の創立記念日（ 日本）
慶応義塾の前身は、福沢諭吉が1858年（安政5年）10月に、江戸築地鉄砲洲に開設した蘭学塾（1863年に英学塾に転向）で、塾は、1867年（慶應3年）12月、芝の芝新銭座（現在の港区浜松町）に移転する。この芝に移転した時の年号を取り「慶應義塾」と命名された。旧暦1871年3月、慶応義塾は現在の本拠地三田に移転する。この移転日を太陽暦に換算した4月23日が「慶應義塾大学」の開校記念日になった[3]。
- 地ビールの日（ 日本）
日本地ビール協会を中心とする「地ビールの日選考委員会」が1999年に制定し、2000年から実施。1516年のこの日、バイエルン公ヴィルヘルム4世が「ビール純粋令」を発布したことにちなむ[25]。ドイツではこの日が「ビールの日」になっている。
- シジミの日（ 日本）
島根県松江市の有限会社日本シジミ研究所が2007年に制定[26]。「し（4）じみ（23）」の語呂合わせ[27]。
- 城崎温泉温泉まつり（ 日本）
兵庫県豊岡市にある城崎温泉の祭り。城崎温泉の開祖・道智上人の命日である4月24日に合わせ、毎年4月23日と24日に行われる[28]。